# 竹輪

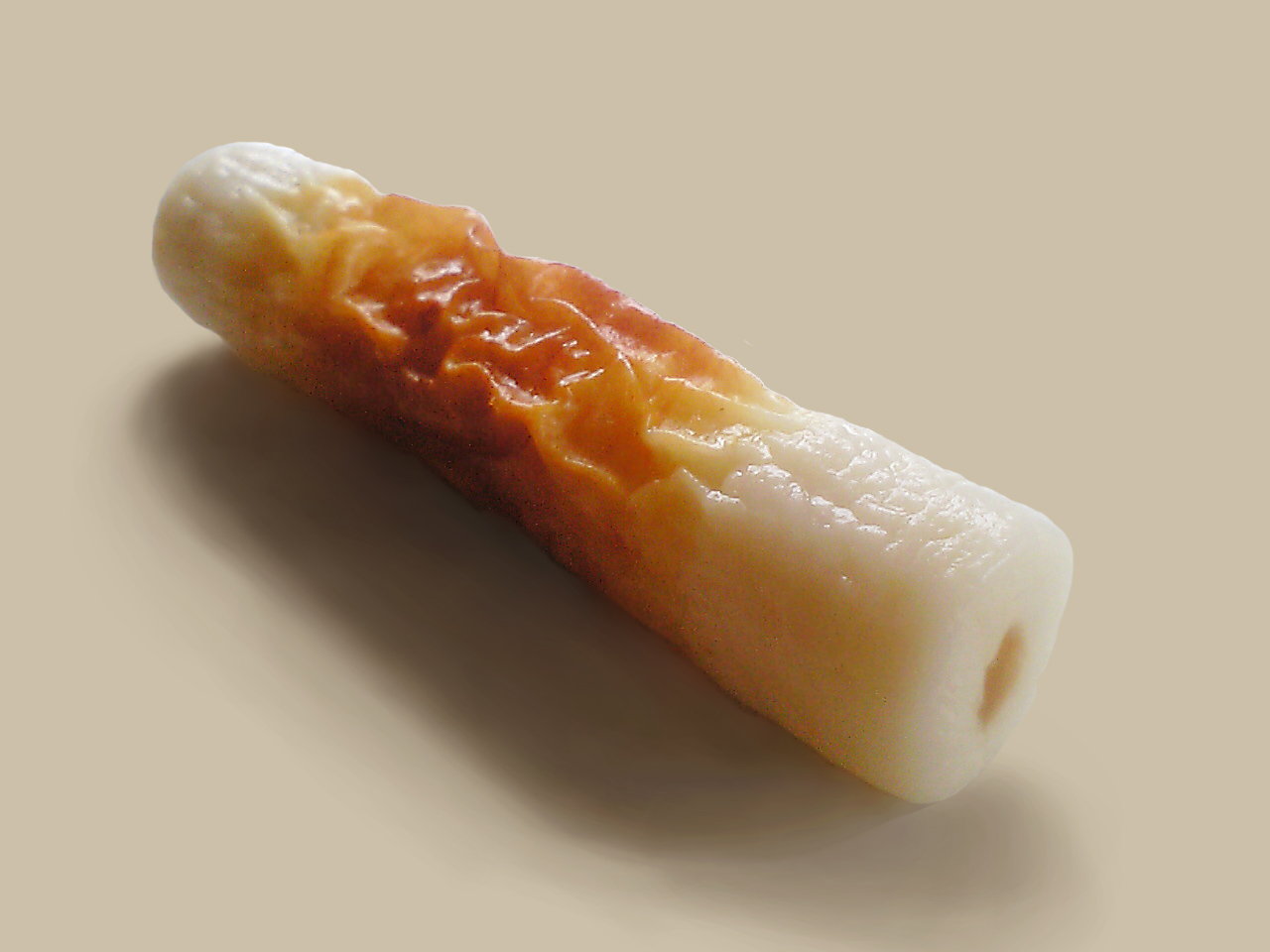
竹輪

竹輪是日本傳統食品，做法是把魚肉泥、麵粉、蛋白、調味料混合，裹在竹籤或細木枝上並以火烤或蒸熟。現在多已改用機器輔助製造，甚少使用傳統的做法。

## 歷史
最早出現在文獻記載上是在類聚雑要抄，書中繪製了稱為蒲鉾的魚漿料理，就是今日竹輪的前身。

## 作法
人們將狭鳕、狗母魚、鯊魚、飛魚、多线鱼等的魚肉裡加上鹽、糖、澱粉、蛋白等塞入竹圈，以竹製或金屬製的粗棒狀扦子厚厚夾住，然後火烤或蒸熟。
竹輪是空心圓柱狀，多數直徑2厘米，長4至6厘米，頭尾淺黃色，中間棕色，有皺紋狀表面，像被燒烤過一樣。而根據不同地域，使用的魚和製作形式及味道，竹輪有各自各的特徵。
存放時，冷凍的竹輪被稱為竹輪，非冷凍的竹輪被稱為生竹輪。

## 不同地區的竹輪
- 在青森縣有一種作法獨特的竹輪，稱為牡丹燒（牡丹焼き）或牡丹竹輪（牡丹ちくわ），原料主要是狹鱈。烤完之後，烤焦的部分就像是牡丹花花瓣的形狀一樣，因此得名。
- 島根縣的野燒竹輪（野焼きちくわ）、廣島縣（竹付き鯛ちくわ）、岡山縣的豆竹輪（豆ちくわ）、山陰的手握竹輪（手握りちくわ）、和飛魚竹輪（あご竹輪）、熊本縣的日奈久竹輪（日奈久ちくわ）、愛知縣的豐橋竹輪（豊橋竹輪）、德岛縣的竹竹輪（竹ちくわ）等，日本各地皆有不同的做法。
- 在鳥取縣東部和長崎縣某些地區，有在魚漿中加入豆腐的豆腐竹輪（とうふ竹輪）[1]。
- 在台灣基隆市，保留日治時代傳統製法的竹輪稱為chi-kú-lah(台灣話)，源自日語發音Chikuwa（ちくわ）。
- 港澳稱為獅子狗魚蛋、獅子狗卷或簡稱獅子狗；沿於1980年代初，香港TVB兒童節目時間播放的粵語配音日本動畫《忍者小靈精》，當中角色「獅子丸」（獅子丸（ししまる）) 最喜愛吃這種食物，當時大多數香港人從未見過這種食品，只知是類似魚蛋的小食，片中直接稱為「獅子狗魚蛋」[2][3][4][5]。

## 參看
- 魚丸